# Castellers de Vilafranca

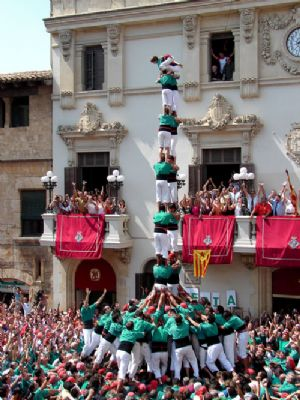
Prima torre de nou amb folre carregada nella storia delle torri umane

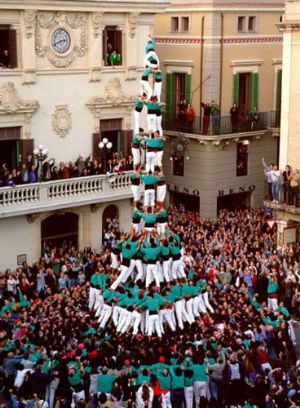
Prima tres de deu amb folre i manilles carregat nella storia delle torri umane

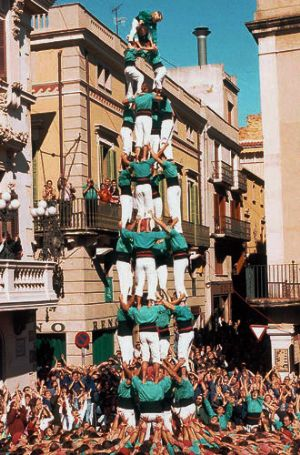
Prima quatre de nou sense folre carregat

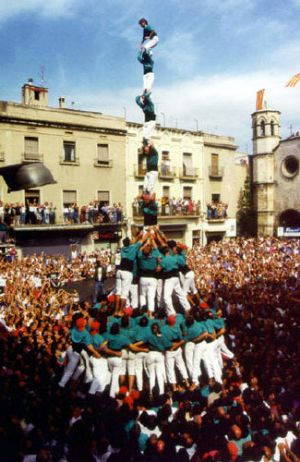
Prima pilar de vuit amb folre i manilles carregat nel XX secolo

I Castellers de Vilafranca è la denominazione di un'associazione culturale e sportiva il cui principale obiettivo è la costruzione di castell (torri umane). Essa ha lo status di associazione di pubblico interesse.
Il gruppo venne fondato nel 1948 in risposta all'accresciuto interesse per la costruzione di torri umane in Vilafranca del Penedès, una tradizione che si è evoluta a partire dal Ball de Valencians, una danza di Valencia, a partire dal XVIII secolo
Oggigiorno, i Castellers de Vilafranca contano circa 400 membri di ogni età per la costruzione di torri umane, e non vi è discriminazione su base di razza, religione, sesso o stato sociale. Essi condividono l'obiettivo comune di costruire torri umane, valori democratici, cooperazione e lavoro di squadra, un costante desiderio di superare se stessi e di rimanere in testa alle altre associazioni rivali di costruttori di torri umane. La sede del gruppo è Cal Figarot, Casa Via Raventós, una casa situata nel centro di Vilafranca del Penedès e adattata per attività di costruzione di torri umane (per esempio, tetti alti e coperti per la pratica invernale e un giardino all'aperto per la primavera, estate e autunno).
Il gruppo rappresenta una delle più importanti organizzazioni a Vilafranca del Penedès e ha rappresentato diverse volte la cultura catalana all'estero. L'associazione conta più di cinquecento sostenitori ufficiali, e vanta il supporto di varie istituzioni pubbliche e private. Inoltre, oltre a ospitare e organizzare esibizioni di torri umane, il gruppo organizza altre attività culturali, come concerti, gare di poesia, una gara di ciclismo, un torneo di domino, eventi culinari a una scuola di torri umane per bambini.
L'impegno dei Castellers de Vilafranca a preservare e promuovere la cultura popolare catalana è stata riconosciuta dalla città di Vilafranca del Penedès, che ha conferito al gruppo la Medalla de la Vila (la medaglia della città), e dalla Generalitat de Catalunya (il governo catalano), con il Creu de Sant Jordi (la Croce di San Giorgio).

## Glossario dei termini
La costruzione di torri umane ha una sua propria nomenclatura. Per meglio capire gli elementi che la compongono, seguono alcune delle più comuni espressioni di parole che non possono essere tradotte, ma che possono tuttavia essere spiegate.

### Nome della torre umana
Il nome di ogni torre è basato su due numeri: il primo indica il numero di persone presenti ad ogni livello, mentre il secondo indica il numero di piani della torre.
- Per esempio: Tres de Vuit (3 de 8): 3 persone per livello e otto piani di altezza.

### Tipologia di torri umane
Il tipo di torri considerando il numero di persone per ogni livello sono principalmente:
- Pilar de...: una persona per livello.
- Torre de...: due persone per livello.
- Tres de...: tre persone per livello.
- Quatre de...: quattro persone per livello.
- Cinc de...: cinque persone per livello.
- Quatre de… amb l'agulla: quattro persone per livello con una colonna alta alcuni livelli; dentro alla torre principale.

Il numero di livelli più comune nelle torri umane è:
- Sis: sei piani.
- Set: sette piani.
- Vuit: otto piani.
- Nou: nove piani.
- Deu: dieci piani.

Quando le torri sono molto alte e/o hanno un basso numero di persone in ogni livello, di solito richiedono un supporto straordinario alla base. Spesso i nomi delle basi sono anche inclusi nel nome della torre. Le tre basi tipicamente usate nella costruzione di torri umane sono:
- Pinya: base normale a livello del terreno, spesso composta da diverse centinaia di persone. Tutte le torri hanno questo livello, e non è mai menzionato nel nome.
- Folre: una seconda base costruita sulla prima (Pinya). È sempre menzionata, se utilizzata.
- Manilles: una terza base costruita sulla seconda (Folre). È sempre menzionata, se utilizzata.

### Costruzione di una torre umana
Le torri possono essere totalmente o parzialmente completate. La costruzione riuscita di una torre e il suo smantellamento vengono indicati usando i seguenti termini:
- Descarregat: la torre ha raggiunto la cima e può essere smantellata con successo.
- Carregat: la torre ha raggiunto la cima ma è caduta durante lo smantellamento.
- Intent: tentativo fallito.

### Esempi
- Pilar de sis: una persona per livello in una torre di sei livelli. Se nient'altro è menzionato, si intende che la torre ha la prima base (pinya) (sempre) ed è stata smantellata con successo (descarregat).
- Torre de set: due persone per livello in una torre di sette livelli.
- Cinc de nou amb folre: cinque persone ad ogni livello in una torre di nove livelli con una seconda base (folre) costruita sulla prima base (pinya).
- Quatre de vuit amb l'agulla: quattro persone ad ogni livello in una torre di otto livelli con una colonna interna (agulla) di sei livelli.
- Tres de deu amb folre i manilles: tre persone per livello in una torre di dieci livelli con una seconda base (folre) e una terza (manilles).

Ci sono altri nomi usati per ogni posizione specifica in una torre, ma questi non sono elencati in questo articolo. Le informazioni qui descritte forniscono una visione complessiva della terminologia più comune e forniscono un'idea generale per capire meglio la costruzione di torri umane e le attività correlate.

## Storia

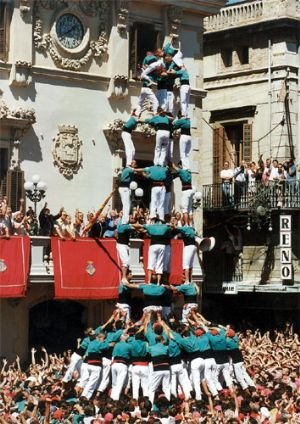
Prima cinc de nou amb folre descarregat

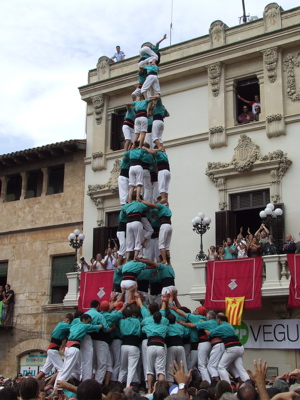
Quatre de nou amb folre i l'agulla

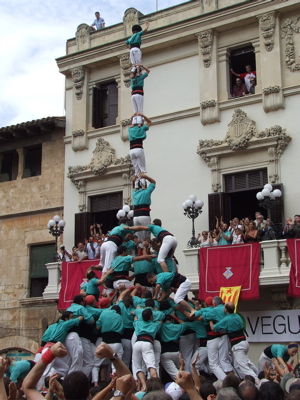
Quatre de nou amb folre i l'agulla

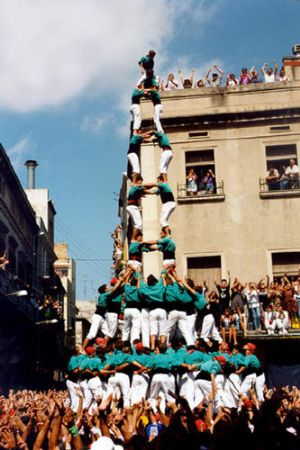
Prima torre de nou amb folre i manilles descarregada

L'associazione culturale Castellers de Vilafranca venne fondata nel settembre 1948 da Oriol Rossell, che divenne il primo cap de colla (capo tecnico del gruppo). Il gruppo cominciò con successo con torri di sette livelli, e strinse strette relazioni con il gruppo dei casteller in altre città. I primi caps de colla furono Oriol Rossell (1948-1952) e Ramon Sala (1953-1955). Originariamente il gruppo vestiva camicie di colore rosa e, successivamente, rosse.
Nel 1956 il gruppo divenne quasi inattivo a causa di dispute e disaccordi interni. Nel 1957, si riorganizzò e decise di vestire camicie verdi, che rappresentano ancora oggigiorno il colore distintivo del gruppo. Dal 1957 al 1968, torri di sette livelli diventarono la norma, e il cinc de set rappresentava la più alta torre raggiunta. Dal 1969 al 1974, il gruppo migliorò considerevolmente, costruendo le prime torri a otto livelli: le torre de Set, quatre de vuit, tres de vuit, pilar de sis, e la torre de vuit amb folre. Nel 1972, il gruppo vinse il Concurs de castells de Tarragona, la competizione di torri umane che si tiene ogni due anni a Tarragona, città nel sud della Catalogna. Durante questi anni, i caps de colla furono Josep Pedrol (1957-1959), Carles Domènech (1960-1961), Joan Bolet (1962-1963), Gabi Martínez (1964-1969), Lluís Giménez (1970-1973) e nuovamente Gabi Martínez (1974).
Nel 1975, il gruppo ebbe importanti ristrutturazioni interne, passando dalla molto personale e quasi esclusiva direzione del cap de colla alla direzione del lato tecnico della costruzione di torri formato da un gruppo consensuale. Il 1981 portò cambiamenti interni più importanti, e venne deciso che i membri del gruppo non sarebbero più stati pagati individualmente. Ciò portò ad una divisione all'interno del gruppo. Dal 1975 al 1982, vennero spesso costruite torri di otto livelli, ma con difficoltà. Dal 1983 al 1984, il gruppo aumentò la propria forza, e, nel 1985, costruì la prima cinc de vuit.
Questo storico risultato rappresentò una pietra miliare verso ancora più imponenti torri di nove livelli. Nel 1987, furono costruite le prime tres e quatre de nou amb folre (carregat), e nel 1989 la prima completa tres de nou amb folre (descarregat) fu realizzata con successo. Il cap de colla tra il 1975 e 1994 fu Carles Domènech.
Tra il 1995 e il 2004, il gruppo ebbe il suo maggiore periodo di successo. Durante tale periodo, le più alte e più difficoltose torri vennero costruite: descarregats (completamente smantellata con successo) le torre de nou amb folre i manilles, pilar de set amb folre, pilar de vuit amb folre i manilles (la prima nel XX secolo), quatre de vuit amb l'agulla (la prima nel XX secolo), quatre de nou amb folre i l'agulla (la prima nelle storia delle torri umane), cinc de nou amb folre, e tres and quatre de nou amb folre costruite simultaneamente (la prima - e unica - volta nella storia delle torri umane). Ci furono anche ulteriori successi. Per quanto riguarda le torri che erano “solo” carregats (che raggiungevano la cima, ma che cadevano in seguito): la torre de vuit (la prima nel XX secolo); quatre de nou, e la tres de deu amb folre i manilles (la prima nella storia delle torri umane). Il gruppo vinse inoltre la competizione di torri umane di Tarragona nel 1996, 1998, 2002, 2004 e 2006. Nel 2005 i Castellers de Vilafranca riuscirono nella torre de nou amb folre, considerata la più difficile torre mai costruita fino ad oggi.
Francesc Moreno "Melilla" fu il cap de colla tra il 1995 e il 2003, e Lluís Esclassans dal 2004 al 2007. David Miret fu eletto il nuovo cap de colla nel dicembre 2007.

## Torri umane realizzate
Durante la loro storia, i Castellers de Vilafranca hanno costruito la maggior parte di tipi possibili di torri umane mai costruite. La seguente tabella mostra una lista delle torri costruite per gruppo e per data in cui furono realizzate (carregat or descarregat) per la prima volta.
|                                                             |                            |                                    |  |
| Castell                                                     | Descarregat                | Carregat                           |  |
|                                                             | (smantellata con successo) | (caduta durante lo smantellamento) |  |
| Torre de nou amb folre                                      |                            | 30.08.2005**                       |  |
| Tres de deu amb folre i manilles                            |                            | 15.11.1998**                       |  |
| Quatre de nou amb folre i tres de nou amb folre simultanis  | 31.08.2001**               |                                    |  |
| Torre de vuit                                               |                            | 01.11.1999*                        |  |
| Quatre de nou                                               |                            | 01.11.2002                         |  |
| Quatre de nou amb folre i agulla                            | 01.11.1996**               | 01.11.1995**                       |  |
| Cinc de nou amb folre                                       | 01.11.1997                 | 30.08.1997                         |  |
| Pilar de vuit amb folre i manilles                          | 28.09.1997*                | 31.08.1995*                        |  |
| Torre de nou amb folre i manilles                           | 30.08.1995                 |                                    |  |
| Tres de nou amb folre                                       | 30.08.1989                 | 31.08.1987                         |  |
| Quatre de nou amb folre                                     | 01.11.1990                 | 01.11.1987                         |  |
| Quatre de vuit amb l'agulla                                 | 08.10.1995*                |                                    |  |
| Cinc de vuit                                                | 30.08.1985                 |                                    |  |
| Torre de vuit amb folre i pilar de set amb folre simultanis | 31.08.2006**               |                                    |  |
| Pilar de set amb folre                                      | 01.10.1995                 | 14.05.1995                         |  |
| Tres de vuit amb agulla                                     | 29.20.2006**               |                                    |  |
| Dos pilars de sis simultanis (un de carregat)               | 31.08.2001**               |                                    |  |
| Torre de vuit amb folre                                     | 17.11.1974                 | 12.10.1973                         |  |
| Tres de vuit                                                | 30.08.1974                 | 01.10.1972                         |  |
| Pilar de sis                                                | 30.08.1972                 | 19.12.1971                         |  |
| Quatre de vuit                                              | 30.08.1971                 | 12.10.1969                         |  |
| Nou de set                                                  | 11.12.1988                 |                                    |  |
| Torre de set                                                | 24.08.1969                 |                                    |  |
| Tres de set aixecat per sota                                | 25.11.1973                 |                                    |  |
| Sis de set                                                  | 21.01.1997                 |                                    |  |
| Cinc de set amb agulla                                      | 19.04.2008**               |                                    |  |
| Cinc de set                                                 | 26.09.1965                 | 30.08.1965                         |  |
| Tres de set amb l'agulla                                    | 10.08.1996**               |                                    |  |
| Quatre de set amb l'agulla                                  | 05.08.1954                 | 31.08.1953                         |  |
| Tres de set                                                 | 31.08.1949                 |                                    |  |
| Quatre de set                                               | 31.08.1949                 |                                    |  |
| Torre de sis                                                | 16.06.1949                 |                                    |  |
| Pilar de cinc                                               | 14.09.1948                 |                                    |  |
|                                                             |                            |                                    |  |
| * Prima nel XX secolo                                       |                            |                                    |  |
| ** Prima nella storia delle torri umane                     |                            |                                    |  |

## Organizzazione

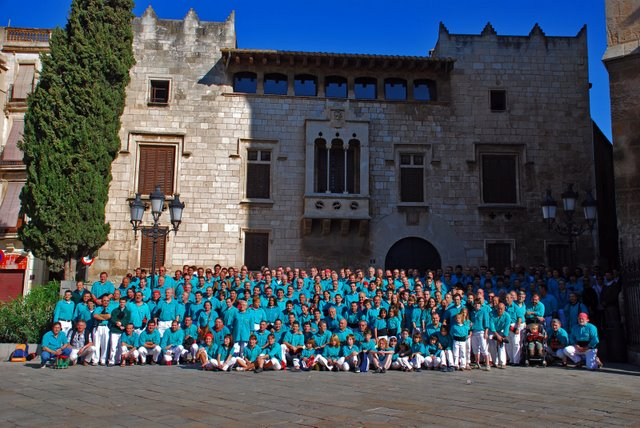
Foto del gruppo

Secondo l'organizzazione generale del gruppo, la direzione è divisa in due organi – uno tecnico (Comitato Tecnico o semplicemente la Tècnica), e uno amministrativo (Consiglio).
Il Comitato Tecnico si occupa di tutti gli aspetti della costruzione di torri umane. Il cap de colla' ha la responsabilità più grande, siccome è il capo dell'associazione per la costruzione di torri. Viene consigliato, sostenuto e aiutato da un gruppo che comprende il sotscap de colla (vice-cap de colla) e due consiglieri tecnici. Tre altri gruppi dipendono da questo gruppo centrale: il gruppo canalla team (responsabile per i bambini che coronano le torri), i gruppi pinyes, folres and manilles (responsabili per la prima, la seconda e terza base), e il gruppo medico. Ogni gruppo è anche responsabile per la logistica, l'informazione tecnica e l'allenamento fisico, rispettivamente.
Il Comitato direttivo si occupa dell'amministrazione del gruppo. Mentre supervisiona e gestisce i beni del gruppo, la responsabilità primaria dei membri del comitato riguarda la rappresentazione del gruppo esternamente verso la comunità, i media e altre organizzazioni. All'interno del board, la responsabilità più grande è del presidente. La segreteria e i cinque vice-presidenti sono responsabili verso di lui, e ognuno di essi è responsabile di un'area specifica: attività sociali, tesoreria, contatti con le autorità pubbliche, manutenzione di Cal Figarot e marketing e media. Il gruppo possiede anche tre consigli di consulenza: relazioni internazionali, servizio legale e un consiglio degli anziani.

### Tabella dell'organizzazione

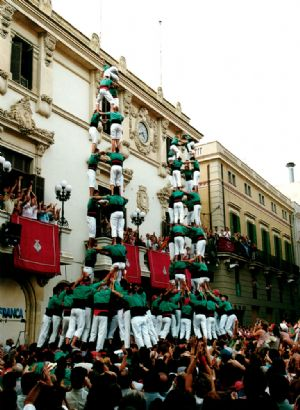
Unica tres e quatre de nou amb folre descarregats simultaneamente nella storia delle torri umane

#### Comitato tecnico
- Cap de colla: David Miret i Rovira
- Vice Cap de colla: Toni Bach i Lleal
- Assistenti tecnici: Jordi Colomera i Salla, Joan Badell i Roses[1]

#### Comitato direttivo
- Presidente: Miquel Ferret i Miralles
- Segretario: Joan Vendrell i Olivella
- Vice Presidente per le attività sociali: Àlex Sánchez-Granados
- Vice Presidente per la tesoreria: Miquel Ropero i Ventosa
- Vice Presidente per relazioni con le autorità pubbliche: Xavier Escribà i Vivó
- Manutenzione di Cal Figarot: Joan Mestres i Arnan
- Vice Presidente Marketing e Media: Francesc Bou i Pijoan[2]

#### Consigli di consulenza
- Relazioni internazionali
- Servizi legali
- Consiglio degli Anziani[3]

## Cal Figarot, il quartiere generale del gruppo

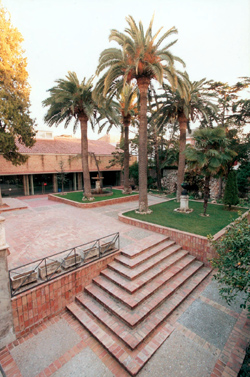
Giardino di Cal Figarot, quartiere generale dei Castellers de Vilafranca

Cal Figarot è il quartiere generale del gruppo. L'edificio in stile neogotico, costruito da August Font de Carreres nel XIX secolo, fu acquistato nel 1983. Un magazzino adiacente venne comprato nel 1998, ed entrambi gli edifici furono rinnovati per meglio soddisfare i bisogni del gruppo. Il magazzino ha uno spazio interno di 600 m2. L'edificio è in elegante stile neogotico con dettagli decorativi dell'inizio del XX secolo. Il gruppo ha diverse stanze, come una palestra, una segreteria, uno spazio aperto con varie funzioni e una caffetteria/ristorante. Il più importante e più bel posto è il giardino, la principale zona d'incontro del gruppo, dove hanno luogo le sessioni di allenamento in primavera, estate e autunno.

## Castellers de Vilafranca nel mondo

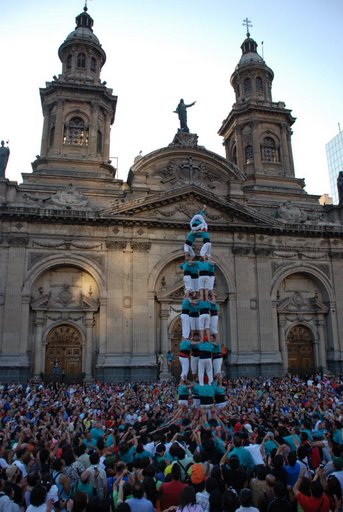
Quatre de vuit a Santiago del Cile

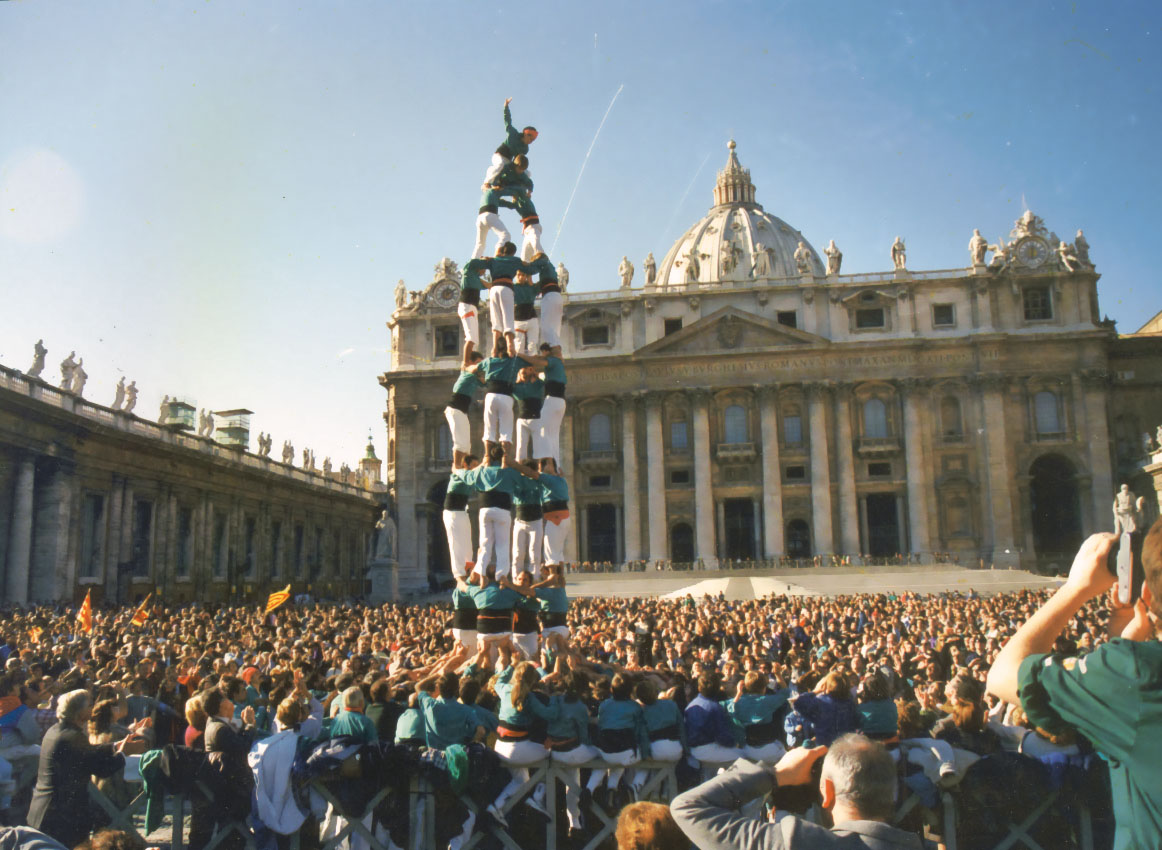
Quatre de vuit in Città del Vaticano

I Castellers de Vilafranca sono stati il più internazionale gruppo di torri umane. Essi si sono esibiti:
- in Francia, durante il festival del giornale ‘L'Humanité', Parigi (1973).
- in Svizzera, durante la Quinzena Catalana (bisettimanale catalana) in Ginevra (1978).
- in Sardegna (1978), ad Alghero e Sassari.
- in Portogallo (1982), con esibizioni a Lisbona, Sintra, Estoril, Coimbra e Porto.
- in Italia (1984), dove il gruppo si è esibito a Pisa, Siena, Roma, Città del Vaticano e Firenze.
- in Beziers, Francia (1987).
- in Italia (1988), durante la celebrazione del millesimo anniversario della Catalogna, esibendosi a Pisa, Città del Vaticano e Roma.
- nei Paesi Baschi (1990), dove il gruppo si esibì a Bergara, Antzuola, Zumarraga e Urretxo.
- in Italia (1990), nel nord: Feltre (palio), Niccia e Melere (nel comune di Trichiana) e Venezia.
- di nuovo in Francia (1991), a Tolosa, durante il Festival internazionale di Sardane, e Carcassonne.
- in Lussemburgo e in Germania (1991), esibendosi a Lussemburgo (capitale), Moers, Wolfenbüttel, Hannover, Berlino e Francoforte.
- all'esposizione universale di Siviglia (1992), durante il giorno della Catalogna.
- a Santiago de Compostela (1993), durante lo Xacobeo'93.
- nello stesso anno, il gruppo fece un giro di cinque Paesi: Francia (Marsiglia), Italia (Lecco, Melzo e Bergamo), Slovenia (Lubiana, Postumia, Otočec, Novo Mesto e Črnomelj), Austria (Klagenfurt) e Monaco.
- di nuovo a Parigi e a Poix de Picardie, Francia (1993).
- in Italia per la quinta volta, a Venezia (Carnevale) e Mestre, e Francia (Villeurbanne e Lione) nel 1994.
- nei Paesi Bassi e in Belgio (1994), esibendosi ad Amsterdam, Enschede, Aalten, Almelo, Emmen e Bruxelles.
- nuovamente nei Paesi Baschi (1995), a Tudela.
- in Danimarca (1996), a Copenaghen e Holte.
- lo stesso anno in Francia (Metz), Paesi Bassi (Maastricht) e Belgio (Bree).
- in Sobradiel (1999), Aragona.
- a Bühl, città gemella di Vilafranca del Penedès (2002).
- a Salamanca (2002).
- di nuovo in Francia (2004), a Dunquerque.
- nei Paesi Baschi (2005), a San Sebastián e Elorrio.
- in Francia (2006), con esibizioni in Steenvoorde.
- di nuovo in Aragona (2006), durante il festival di Binèfar.
- nel 2007 in Germania, durante la Fiera del Libro di Francoforte.
- nel gennaio 2008 si sono esibiti in Cile, che fu la prima costruzione di una torre umana catalana nell'emisfero del sud.
- I Castellers de Vilafranca si sono esibiti anche alla cerimonia d'apertura dei XXV Giochi Olimpici a Barcellona, dove sono state indubbiamente le torri umani più viste nel mondo intero.
- Il gruppo si esibì anche durante la presentazione mondiale dell'ultima novella di Noah Gordon "The bodega" tenutasi a Vilafranca del Penedès (2007).

I Castellers de Vilafranca hanno anche divulgato la tradizione delle torri umane nei paesi catalani, i territori in cui sono tradizionalmente parlate varietà di catalano:
- Esibizioni inCatalogna settentrionale: sei volte a Perpignano (1970, 1977, 1982 [durante il festival dell'Unione sportiva dei Arlequins Perpignanais, USAP], 1989 [Mules Festival], 1997 e 1998), a Toluges (1970), durante il Festival della pace, a Collioure (1984), a Banyuls de la Marenda (1986), tre volte a Vilafranca de Conflent (1985, 1988 i 1989), nel monastero di Saint Michel de Cuxa (1985), Prada de Conflent [all'università estiva catalana e nella città] (1988) e a Baó, durante il Primo incontro della catalanitat nella Catalogna del Nord (2002).
- Quattro volte ad Andorra: a Encamp (1971), Andorra la Vella e Sant Julià de Lòria (1976) [durante il Congresso sulla Cultura Catalana], a Escaldes e di nuovo ad Andorra la Vella (1983) e Escaldes (1985).
- Due tours nella regione di Valencia: il promo a Ribera del Xúquer (1979), con esibizioni a Carcaixent, il monastero di Aigües Vives, Sueca, Cullera, Algemesí e un pilar de cinc di fronte alla casa di Raimon (uno dei più noti artisti veterani della lingua catalana), in Xàtiva; il secondo (1981) in Alcoi, Benidorm e Alicante. Successivamente si esibirono a Carcaixent (1985), Algemesí (1993 e 2000), Castellón (2000) [13a Festa de la Llengua], Olleria e Benicarló (alla giornata della regione valenziana).
- Un tour a Palma di Majorca (1980) e Manacor, Minorca (2001).
- Un tour, precedentemente menzionato, ad Alghero (1978).

## Partecipazione alla gara di torri umane in Tarragona
Il gruppo ha vinto le seguenti Competizioni di torri umane di Tarragona (la competizione di torri umane che si tiene ogni due anni nella città di Tarragona nel sud della Catalogna):
- VII Competizione di Torri Umane di Tarragona, 1972
- XVI Competizione di Torri Umane di Tarragona, 1996
- XVII Competizione di Torri Umane di Tarragona, 1998
- XIX Competizione di Torri Umane di Tarragona, 2002
- XX Competizione di Torri Umane di Tarragona, 2004
- XXI Competizione di Torri Umane di Tarragona, 2006
- XXII Competizione di Torri Umane di Tarragona, 2008

## Galleria d'immagini

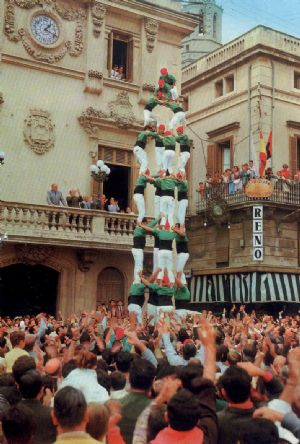
La prima quatre de vuit carregat, 12 ottobre 1969
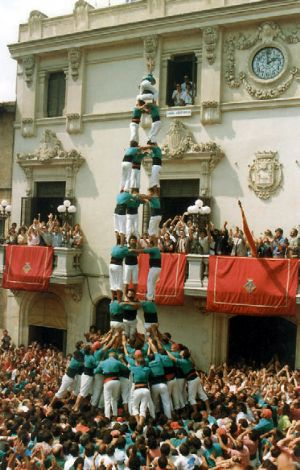
La prima tres de nou descarregat, 30 agosto 1989
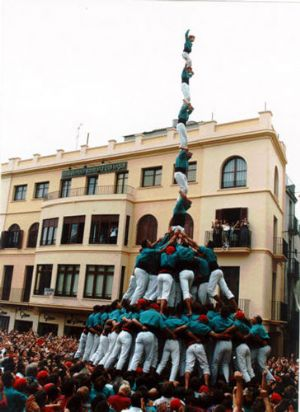
La prima pilar de vuit descarregat nella storia delle torri umane, 28 settembre 1997
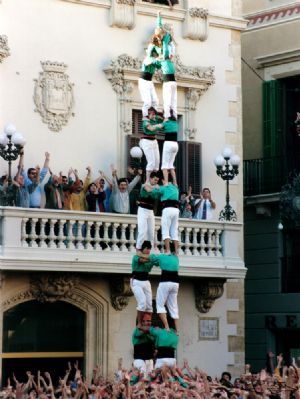
Prima torre de vuit carregada nella storia delle torri umane, 1º novembre 1999
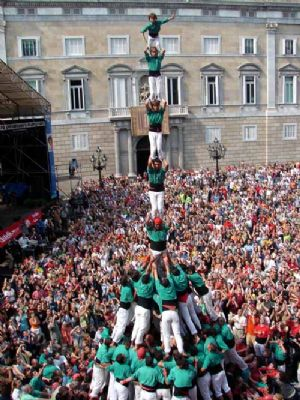
Prima pilar de vuit amb folre i manilles descarregat a Barcellona,  25 settembre 2005
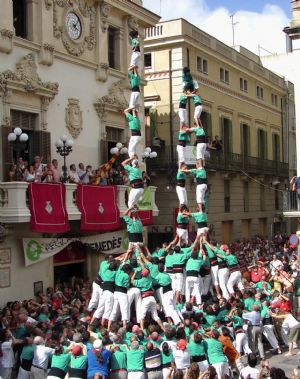
Prima torre de vuit amb folre e pilar de set amb folre descarregats simultaneamente nella storia delle torri umane, 31 agosto 2006
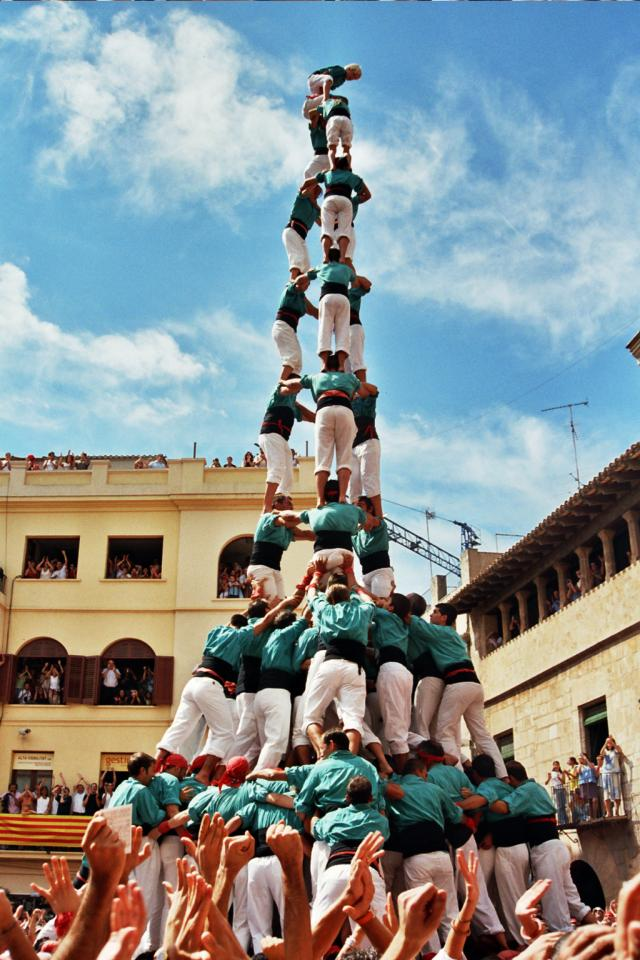
Tres de deu amb folre i manilles
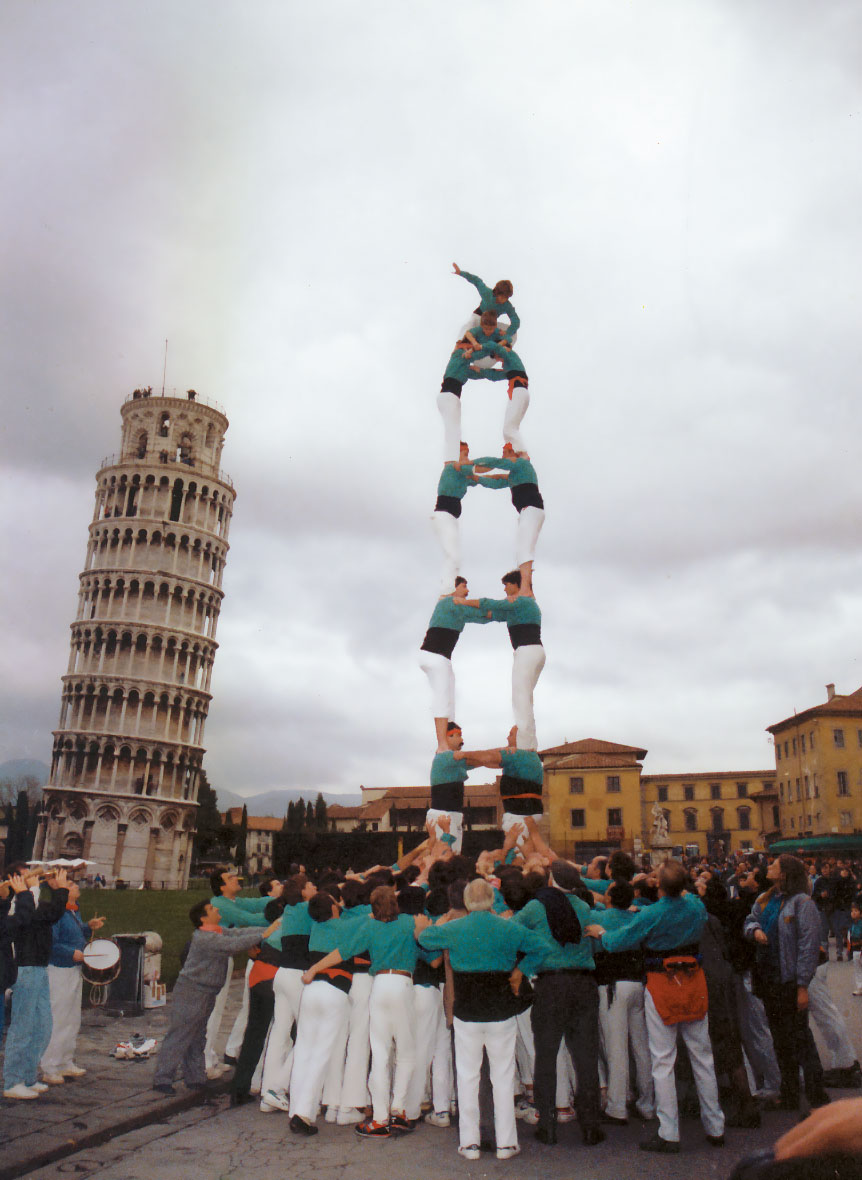
Torre de set a Pisa, 1988
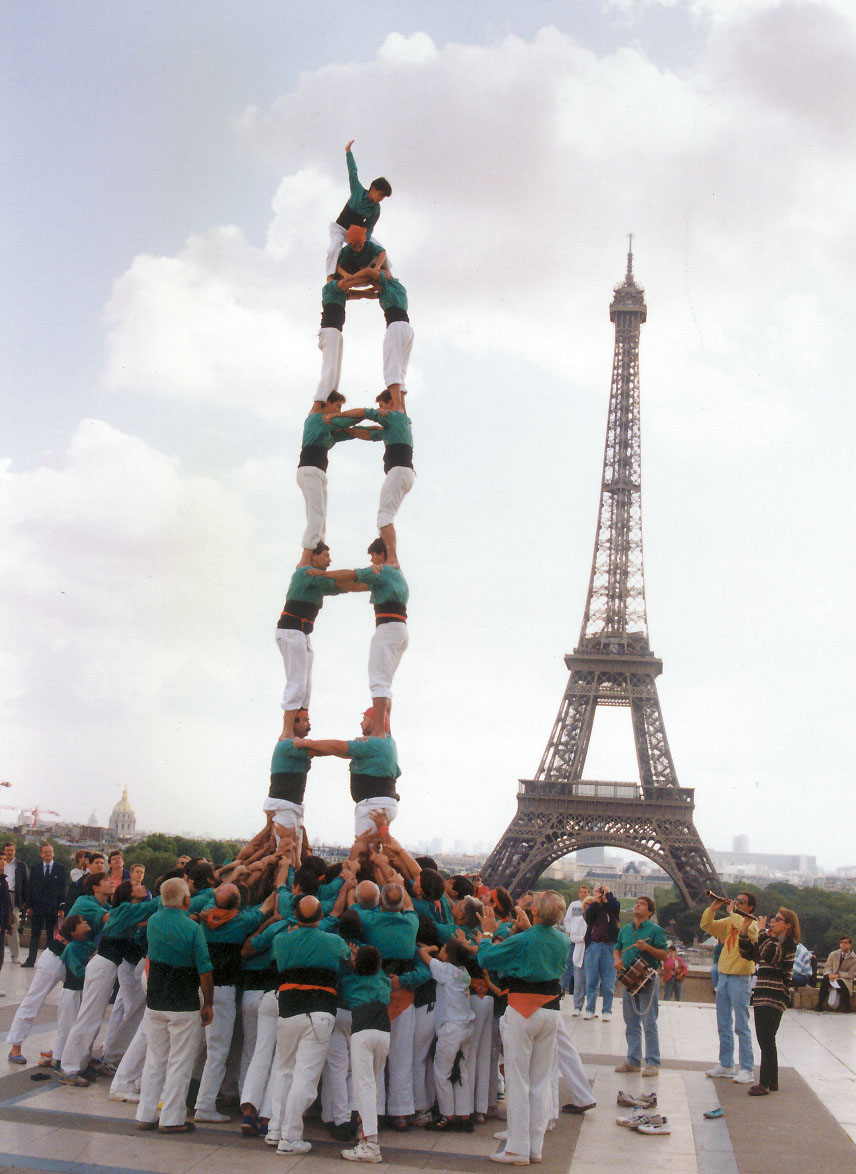
Torre de set a Parigi, 1993
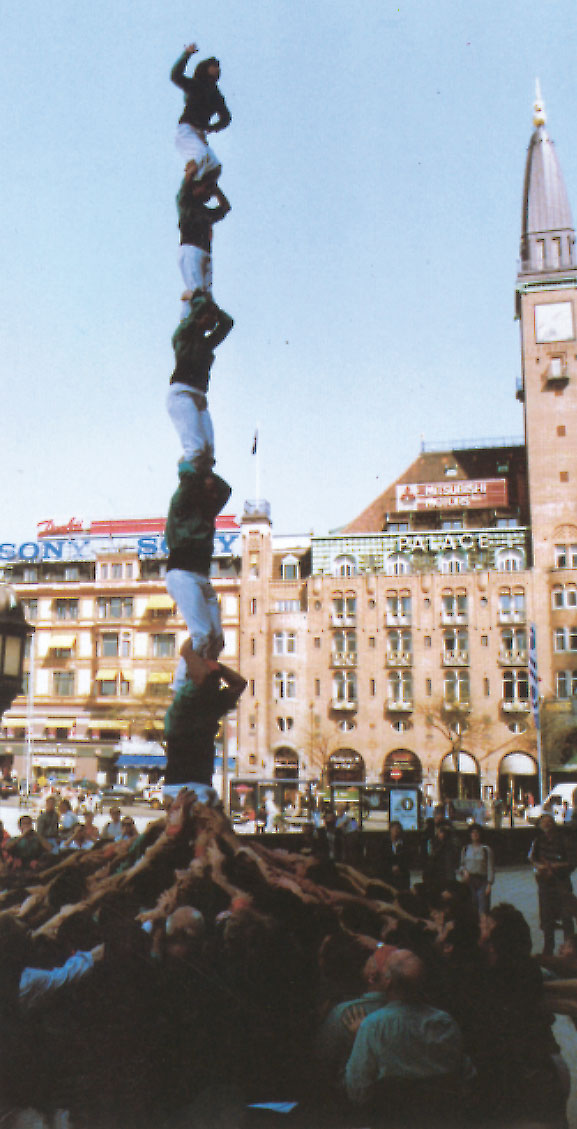
Pilar de sis a Copenaghen, 1996